# スーパーロボット レッドバロン
『スーパーロボット レッドバロン』は、1973年7月4日から1974年3月27日に日本テレビ系で毎週水曜日19:00～19:30に全39話が放送された特撮テレビ番組、およびその劇中に登場する巨大ロボットの名称。
日本テレビ内のスタッフが企画し、宣弘社が製作した。

## ストーリー
悪の組織「鉄面党」は、万国ロボット博覧会に出展された世界各国の巨大ロボットすべてを強奪した。彼らは戦闘用に改造したロボット軍団で世界を征服するつもりである。鉄面党はロボット制作者たちも次々に誘拐、科学秘密特捜隊 (SSI) に所属する紅健の兄のロボット工学者・紅健一郎博士も彼らに拉致されてしまう。
しかし健一郎は自ら製作したスーパーロボット・レッドバロンを鉄面党に渡すのを拒み、自らの命と引き替えに健に託す。兄が遺したレッドバロンを操縦し、健は鉄面党に敢然と立ち向かう。

## 解説

### 企画経緯
企画は当時日本テレビの職員だった渡辺一彦（日本テレビ音楽）、斎藤汎司（日本テレビ）の2人によるものであるが、2人とも番組を制作する立場ではなかったために、実質的には個人レベルでの企画制作の作品ということになる。前年から放送された『マジンガーZ』に端を発するロボットアニメの影響を指摘する向きもあるが、企画開始は1972年の春先で、『マジンガーZ』の放送より先行していた。
渡辺、斉藤の2人は、企画の実現のために当時の『テレビマガジン』編集長・田中利雄に何度となく相談に行き、田中に漫画家の野口竜を紹介され、企画に視覚的内容を付加させることになる。渡辺、斉藤のもつロボットのイメージを野口がイラストに描きおこす作業がしばらく続けられた。
渡辺、斉藤は局上層部への交渉を行うと同時に、一旦企画を制作会社に出して制作会社から逆に日本テレビに売り込むという交渉もおこなう。そして本作品は『アイアンキング』を制作していた宣弘社に企画がひきとられたうえで日本テレビに売りこまれるという複雑な経緯をへて、日本テレビの局の上層部からもゴーサインが出た。
タイミング的に日本テレビ開局20周年の年に放送されることになったため「日本テレビ開局20周年記念番組」として放送されることになる。企画書では『鉄腕アトム』や『鉄人28号』以来メカニズム主体の映像作品が途絶えていることが指摘されており、本作はその空白を埋めるものとされた。

### 制作
『マジンガーZ』で確立しつつあったロボットものの要素に、スパイアクションの要素をプラスしたストーリーを展開した。当初は当時の東映ヒーローに倣いシビアなドラマ性を低減した明朗活発な作劇がウリだったが、2クール目からはハードでシビアなドラマも多くなり、終盤の作品（37話から最終回）ではロボット（科学）と人間のあり方を問い直す文明批判のハードなドラマを展開した。
レッドバロンの敵の鉄面党は、人間の体内に爆弾を仕込んで奴隷として働かせるという作戦を行う。鉄面党によって体内に爆弾を仕込まれた人間は奴隷人間と呼称され、主人公の兄もこの奴隷人間に改造されたために死亡している。奴隷人間に改造された人間の悲劇を描いたハードなドラマもたびたび描かれた。
番組後半はマジンガーシリーズにさきがけて、巨大ロボットを宇宙に飛ばしている点も先駆的であった。宇宙編などの強化案は番組初期から検討されていた。
宇宙鉄面党編では、諸事情から『ジャイアントロボ』の脚本を流用した「ゴールドフィンガー」などのエピソードも制作されていた。
宣弘社としては『アイアンキング』の次回作ということになるが、『アイアンキング』が時代劇風の筋立てのため剣戟アクションが多かったのに対し、本作品はスパイアクション的なストーリーに合わせて、ガンアクションやカーチェイス、バイクチェイスが採り入れられた。牧れい演じるヒロインの松原真理がミニスカートを翻しながら戦うパンチラアクションも人気の要素の一つとされる。後半からは、宣弘社社長の小林利雄の厳命により、当時人気を博していた映画『燃えよドラゴン』を意識したカンフーアクションも取り入れられた。
映像面では、ビデオ合成を導入して光線技などで効果的に使用している他、バロンパンチの演出など奇抜な画面作りがなされている。
提供スポンサーの日本空気販売は100円玉で作動するレンタルエアコンを販売していた企業で、CMでは「レッドバロンのコクピット内が豪龍の火炎放射で暑くなり、紅健は苦戦するが、健が100円玉をレンタルエアコンに入れるとコクピット内が涼しくなり逆転する」というものが流れていた。
劇伴音楽は『科学忍者隊ガッチャマン』『冒険コロボックル』のボブ佐久間が担当した。

### 評価・影響
開始後2ヶ月弱は視聴率一桁台に甘んじていたものの、9月以降からは二桁台の平均視聴率を稼ぐ人気番組となり 、商品化権許諾社数は80社、関連商品は500点以上を記録した。結果、日本テレビの番組の版権収入では新記録（当時の額で1億円）を樹立した。
しかし提供スポンサーの日本空気販売の事情で制作費の調達が困難となり、1974年3月末での終了を余儀なくされた。その後は制作会社を変えて、『スーパーロボット マッハバロン』『小さなスーパーマン ガンバロン』などの派生作品が制作された。プロデューサーの田村正蔵は、『マッハバロン』について「1作品だけで番組枠を放り出すわけにはいかなかったので日本現代企画にやってもらったものである」ことを証言している。
後年も人気は高く、映像ソフトや玩具など商品化の機会が多い。宣弘社 3代目社長の小林隆吉は、「放送当時は赤字だったが現在は稼いでくれている」と述べている。
1994年、『レッドバロン』のタイトルでリメイクされたテレビアニメを放映した。一部の固有名詞とレッドバロンのデザインのみを受け継いだ、ほぼ完全な別作品となっている。

## レッドバロン
鉄面党の侵略を予感した紅健一郎博士が4年の歳月をかけて完成させ、弟の健に託した真紅のボディのスーパーロボット。
動力は原子力のため燃料は不要だが、潤滑油として特殊オイルBR70が必要。ボディは10万度の高熱にも耐える特殊金属バロニウムで作られている。第24話以降は矢沢博士が開発したニューバロニウムに換装された。操縦席は左目の部分にあり、そこで爆発などが起きても、シールドのブロックウォールを張って致命的な損傷から操縦者を守る。その性能からデビラーも戦力にしようとしていたが、結局は敵対関係となる。
起動させる際に指紋と声紋を登録するシステムを搭載しており、劇中ではその作業を行った健以外は動かすことが出来ない。出動する際には健が通信用ブレスレットで「レッドバロン、出動!」と命令することで発進し、健の元に飛んでくる。乗降口は首の左側にあるドア。超人的運動神経をもつ健は一飛びで左肩に上がり、機内に入る。また、第1話などでは左足の外脇にある扉から入ってエレベーターで頭部に上昇する場面がある。健が操縦席で、ファイトレバーを作動させることで行動を開始する。
- スーツは200万円の費用をかけて制作された[4]。素材にはグラスファイバーが使用され、ロボットの硬質感を表現している[4][5]。アクション用のものは柔らかいラバー製であったが、擬斗の高倉英二は皺ができるのが難点であったことを述べている[10]。足裏からの噴射は、ライトと二酸化炭素で表現している[14]。

### 武装・技
エレクトリッガー
最も多くの鉄面党ロボットを破壊したレッドバロンの必殺武器。頭部両端に追加装着される電極からの、1億ボルトの放電光線で、敵ロボットの電気回路を完全に破壊し、行動不能にする。
バロンパンチ
いわゆるロケットパンチ。
画面奥から手前に向かって「バロンパンチ」と書かれた字幕スーパーを突き破ってパンチが飛び出すインパクトのある描写が特徴である。腕が外れている状態の描写はない。
バロンミサイル
胸部に内蔵されたミサイル。左右に2基の発射装置を持つ。攻撃の繋ぎとして使用されることが多いが、敵の弱点を狙えば止めを刺すことができる威力を発揮する。
バロンビーム
喉元から発射する光線。
バロンハンマー
いわゆるラリアット。
バロンブレイク
100万馬力の出力を活かした突進攻撃。ブラックマサイの小型原子炉を破壊して倒した。
バロンバリヤー
光の壁を発生させ、敵の攻撃を遮断する。
アームミサイル
第7話から追加された武装。拳が手首を支点にして上下に割れて発射されるミサイル。
スクリュービーム
第8話で使用。バロンパンチもエレクトリッガーも反射するベドウィンGの磁力反射ミラーを撃破するために、ミラーの開発者である藤堂博士が製作した武装。右目に増設されたスクリュー光線砲でミラーを破壊した。
バロンスピン
第9話で使用。高速で全身をスピンさせ、ベスビオスYの霧を振り払う。
バロンフルパワー
第11話と第22話で使用。応急処置によって動力回路を直結させ、レッドバロンの全エネルギーを集中して数倍の能力を発揮する。ただし、1分以上使用すると自爆してしまう。ガルニゾンエースの右腕をもぎ取り、その右腕で首を吹っ飛ばして倒すほどのパワーを発揮する。
ジェットファイヤー
足裏のジェット噴射口からの噴射炎で敵を攻撃する。バロンパンチを防いだプロトアンデスの盾を破壊するために使用。
ハンマーパンチ
全身を回転させて叩き込むパンチ。
バロンキック
第7話で使用。ジェット噴射で飛び上がって放つキック技。
アースマーカー
全身を回転させて地中に潜る。
バロンマーカー
宇宙航行用の遠距離探査システム。
ドリルアロー
第26話から登場。矢島博士が7項目の強化案の一つとして開発した新兵器。基地から発射台ごと飛来して肩に合体、発射される必殺のドリルミサイル。キングデビラーなどを倒した。第30話ではリモコン装置を搭載して合体、重傷を負っていた健がレッドバロンを遠隔操縦した。
スペースウィングス
第27話から登場。7項目の強化案の一つとして三神博士が設計開発、宇宙航行を可能とする飛行用ブースター。マッハ20での飛行が可能となる。ロケット砲を装備しており、これも必殺武器級の威力がある。初登場は第27話でその後も度々登場するが第38話で火星に到着した直後にディモスZの襲撃で破壊されてしまい、最終話で地球に帰還する際には健の父・健太郎が用意したスペースバスが代用された。
プラズマビーム
後期エンディングの歌詞に出てくるが、劇中では最終回に1回使用したのみで、画面ではどんな技か詳細不明。
レインボーショット
三神博士が開発、火星での戦いに備えて追加された武器。拳が開き、七色のマーブル爆弾を発射する。最終回で宇宙鉄面党最後のロボットであるディモスZを倒した。
ニューバロニウムの盾（本編未使用）
宇宙鉄面党との戦いに備えて用意された盾だったが、結果的に不必要になった。

## 登場人物

### SSI
正式名称は Secret Science Institute （科学秘密捜査隊）。現代の忍者と称されるチームで、いずれのメンバーも格闘や射撃などのエキスパートである。与えられた武器は拳銃のみだが、全身機械のメカロボを素手で倒すほどの実力を持つ。彼らは全員、普段は隠れ蓑として別の仕事を持っている。なお、宇宙鉄面党編ではその部分は見られなくなる。
大郷自動車工場にある秘密部屋が本部である。第27話で地球防衛軍の下部組織として再編成され、基地も別の場所に移した。
彼らの訓練は、地雷地帯を車やバイクで突破したり、レッドバロンを仮想の鉄面党ロボットにして、その攻撃の中を突破するという凄まじいものである。
紅 健（）
本作品の主人公でレッドバロンを操縦できる唯一の人間。18歳。4年前に両親と弟を鉄面党に誘拐され、また兄も鉄面党によって目の前で殺されたため、天涯孤独の身の上となる。そういった悲惨な過去を持つにもかかわらず、それにめげずに勇気と優しさを併せ持つ、熱血肌の好青年である。普段は住み込みの修理工として大郷自動車工場で働いていたが、大郷の死とSSIの組織改編によって純粋な隊員となる。27話以降は制服の右肩と袖口が茶色から銀色に変わっている。
松原 真理（）
SSIの紅一点。18歳。デビラーと戦っていたころは都内の南東通信社の見習いカメラマンを表向きの顔としていた。健と組んで行動することが多いためか、彼には特別な好意を寄せているようである。アイアンホークやスポーツカーを乗り回し様々な格闘技を身につけており、鞭を使った戦闘が得意である。
堀 大作（）
SSIのムードメーカー兼コメディリリーフ。19歳。オートバイで活躍する。普段は南東通信社の原稿運びである。大助という小学生の弟がいる。第26話で鉄面党に捕えられた上に、挑発されて怒ったデビラーに奴隷人間（人間爆弾）にされ、仲間に鉄面党の秘密基地の場所を告げて爆死する。
- 擬斗の高倉英二によれば、コメディリリーフ的な動きは演じる保積ぺぺが高倉の殺陣をさらに膨らませていったと述べている。

坂井 哲也（）
SSIの副隊長格で、一見クールに見えるが実は健と同じく熱血漢である。20歳。射撃の腕前は超一流。ジープが好きな大学中退の秀才でもある。デビラーと戦っていたころの表向きの職は自動車のセールスマンだった。牧畜と農家を営む両親がいる。
大郷 実（）
SSIのキャップで、ボスと呼ばれる。35歳。温和な性格で皆から慕われているが、「俺の辞書に『休暇』の文字は無い」と公言するほど仕事や任務に対しては非常に厳しく、必要とあらば非情な決定も下す。普段は「大郷自動車工場」という自動車修理工場を経営している。第26話で、苦戦の末にデビラー総統を一騎討ちで倒して大作のブレスレットを取り返すが、負傷で倒れ込んだ際に誤って緊急脱出用のスイッチに触れてしまい、そのまま宇宙鉄面党基地に連行されることを知って自ら爆死を選ぶ。
- アクションには演じる大下哲矢が得意としていた柔道が取り入れられている。

三神 四郎（）
第27話より科学技術顧問兼司令官として組織再編したSSIに招かれた。スペースウイングスなどの兵器を開発した科学者ながらオートバイのテクニックや射撃・格闘技も得意という多彩多芸な青年。意外と気さくな性格ではあるが、「『博士』と呼ばれるのは嫌い」という理由で「三神さん」とメンバーに呼ばせている。

### 警視庁科学捜査課
熊野 一平（）
SSIと親交が深い科学捜査課課長の警察官。階級は警部。サイレン付きの自転車を乗り回しているために子供たちからは「自転車警部（もしくは自転車刑事）」と呼ばれている。予告ナレーションで「ポンコツ刑事」と呼ばれてしまうほどのムードメーカーだが実力者でもあり、鉄面党が送りこんだ刺客の正体をたびたび見抜き、またライフルや身近なものを改造した武器でSSIやレッドバロンのピンチを幾度か救った。宇宙鉄面党編ではヒッピー風の衣装で潜入捜査を行っていた。
水木 ひかる（）
第18話で初登場した熊野警部の部下でフランス帰りの女性警官。茶道の心得もあり、最終話終盤で野点を披露していた。

### 鉄面党
世界征服を企む悪の組織。万国ロボット博覧会に出品されていた世界各国の巨大ロボットを強奪、戦闘用ロボットに改造して組織の戦力にした。海底に基地を持つ。後に宇宙鉄面党の地球支部に過ぎなかったことが判明する。第26話で首領のデビラーが死亡したため、組織は壊滅した。
デビラー博士
鉄面党の支配者。かつては高名なロボット工学の科学者だったが本編開始の20年前に突如失踪。その後、鉄面党の総統として姿を現した。右腕は爆破スイッチや超高温に発熱する機能を持つ義手に改造している。人間嫌いで人間を全く信用しておらず、自分の部下は全てサイボーグ、または奴隷人間に改造している。度重なる失敗で万国ロボット博覧会から奪ったロボットを全て失った上に、エンジェルキリーの登場及び総本部からの最後通告で後がなくなってしまい、キングデビラーを建造。レッドバロンの設計図を奪い、大作に爆弾を埋め込んで爆死させるなど失地回復に執念を燃やすも、第26話で大郷によって倒された。亡骸から彼自身もサイボーグであったことが判明する。
メカロボ
鉄面党の雑兵ロボットで、鎌が武器。第9話では手持ちの鎌で真理のスカートを戦闘中にめくるというセクハラ行為を行うシーンがあった。

### 宇宙鉄面党
鉄面党の上部組織で、火星に本拠を置くロボット軍団。第23話で初めてその存在が明らかにされた。デビラーを利用して地球征服を企んだが、デビラーの死後は自ら侵略活動を開始した。
ギラスQ
宇宙鉄面党総統。その正体は火星基地の全システムを司るスーパーコンピューター。本体が破壊されてもコンピューターの働きで5分後に次のギラスQが誕生する。いつ誰が作ったのかは一切不明。惑星ミサイル計画を成功させた後に全宇宙征服に乗り出そうとしたが、紅健太郎によって軌道を変えられた惑星ミサイルが火星の本部に命中したことで爆発四散した。
紅 健太郎
第38 - 39話に登場した健と健一郎の実父。デビラーに逆らったため、妻や三男と共に殺されたと思われたが脳以外をサイボーグ化され、ギラスQの洗脳によって宇宙鉄面党技術パートの指揮官と化していた。健には父親としての愛情を示しつつも挑発された際に拳銃によるロシアンルーレットを行ったりしていた。その後はギラスQの惑星ミサイル計画をアシストするもギラスQが一旦破壊されたことで洗脳が解け、レッドバロンと健を援護し、宇宙鉄面党の壊滅に貢献。地球に帰還後は火星との気圧差によって人工心臓が異常を起こし、レッドバロンを操縦したいという願いを残したまま健の背中で息絶える。
宇宙鉄面党戦闘員
宇宙鉄面党の戦闘員。レイピアを武器とする、銀色の顔をしたロボット兵士。

### その他
堀 大助（）
堀大作の弟で熊野警部と親しい。11歳。林八郎、山田浩、村田ヨシ子という友達がおり、彼らとともに熊野警部の捜査の助力となることもしばしば。第14話のロボターは、元々彼の誕生日プレゼントのために製作されたもの。

## SSIのメカニック
アイアンホーク
SSIの専用武装車。フロントや屋根にロケット砲を装備している。第15話では、マグネチックパワーガンを装着した。
アイアンホークのベース車両はオペル・マンタである。マンタの4灯式前照灯のうちのハイビームをマシンガンにしており、一部文献では前照灯が2灯式のオペル・アスコナ（日本名・1604）とされていたことがある。
- 名称は企画段階での敵組織の名称から。

SSIジープ
主に坂井哲也が使用するオフロード車。両脇にロケット砲を装備。後半からは特殊バズーカ砲も使用する。
SSIバイク
堀大作専用のオートバイ。第14話では、前輪側面にミサイルポッドを装備した。
ニセレッドバロン
第25話、第26話に登場。アルミニウム合金で作られたレッドバロンと同型のロボでキングデビラーによってあっさり破壊されたが、それはSSIの作戦にすぎなかった。

## 鉄面党のメカニック
トロイホース
第1話に登場。鉄面党がロボット博覧会から各国出展ロボットを強奪するため会場に送り込んだ。鉄面党戦闘員(メカロボ)を収容することができる。逃走を図った紅健一郎博士を乗っている車ごと捕獲した。
レッドバロンが初めて戦った敵ロボット。武装は頭部の三色光線、右手のドリル。両脚を胴体から分離してブーメラン状の飛行パーツとし砲撃することも可能。レッドバロンはエレクトリッガーで撃破した。
ビッグバイソン
第1・2話に登場。アメリカ製ロボット。高い耐久性を有しエレクトリッガーの攻撃にも耐えた。武装は腕による打撃と口からの光線。SSIの調査で後頭部が弱点であることが判明、レッドバロンは背後に回り込み後頭部をバロンミサイルで攻撃、止めを刺した。
ブラックマサイ
第2話に登場。ケニア製ロボット。武装は、両腕による打撃、槍、胸から発射する鎖分銅。右目に弱点があることが判明、エレクトリッガーによる攻撃で頭部を破壊するが、すぐに頭部が再生する。SSIは鉄面党の指揮官を倒してコントローラーを破壊、レッドバロンはバロンブレイクで止めを刺した。
アグンガルーダ
第3話に登場。東南アジア連邦製ロボット。頭部・肩当・腕が分離し別個に銃撃が可能。分離状態の集中砲火を浴びてレッドバロンは苦戦するが、最後はエレクトリッガーで止めを刺す。
飛龍
第3・4話に登場。日本製ロボット。武装はパンチ、飛び上がってからのキック、腹部の多銃身砲。健一郎そっくりのアンドロイドXが乗っていたため健は攻撃できず、レッドバロンは一時戦闘不能に追い込まれる。その後、健一郎が偽者であることが判明したため反撃に転じるが、敵の罠に嵌まり飛龍と共にレッドバロンは10万度の火炎を浴びせられる。飛龍は高熱に耐えられず融け落ちるが、耐熱性の高いバロニウム製のレッドバロンはこの攻撃に耐え、健と共に無事帰還を果たす。
豪龍
第5話に登場。中国製ロボット。武装は後頭部の電磁鞭で、雨天に威力が倍増する。鉄面党は降雨ロケットを使用して雨を降らせ、レッドバロンを苦戦させた。しかし終盤雨が止むと形勢逆転、最後はエレクトリッガーで撃破された。
バイキング三世
第6話に登場。武装は右手の剣と左手の盾。エレクトリッガーで撃破された。
ブリザード7
第7話に登場。アイスランド製ロボット。武装は腹部のミサイル、冷凍ガス。冷凍ガスによりレッドバロンは氷漬けになり一時行動不能に陥る。哲也がバズーカでレッドバロンの右手の氷を除去し、その右手から発射された新兵器アームミサイルで撃破された。
ベドウィンG
第8話に登場。アラビア製ロボットで「砂漠の魔王」の異名を持つ。武装は、右手から噴射される高温の赤い砂、左手からの砲撃。攻撃を跳ね返す磁力反射ミラーを装備し、バロンパンチ・エレクトリッガーを跳ね返した。SSIは磁力反射ミラーの発明者である藤堂博士に依頼し、磁力反射ミラーを破るスクリュービームを入手、レッドバロンに搭載する。ベドウィンGとの再戦で磁力反射ミラーを破壊、エレクトリッガーで止めを刺した。
ベスビオスY
第9話に登場。イタリア製ロボット。武装は頭部の光線砲。右手から人工霧を発生させて姿を隠しレッドバロンを攪乱した。レッドバロンはバロンスピンで人工霧を消失させた後、エレクトリッガーで撃破した。
マウマウ
第10話に登場。南アフリカ製ロボット。武装は両腕から発射されるミサイル。新宿で破壊活動を行なってレッドバロンをおびき出し、ビルの屋上に設置された破壊光線でレッドバロンを一時行動不能にした。SSIは鉄面党の現場指揮官を倒して破壊光線のコントローラを奪い、逆にマウマウに破壊光線を浴びせて形勢逆転した。最後はエレクトリッガーで撃破した。
ガルニゾンエース
第11話に登場。カナダ製ロボット。武装は両手のミサイルの他、右手をハンマー、左手をチェーンソーに変形させての攻撃。耳の光波レーダーが弱点。敵に操られた真理がレッドバロンのコクピットに爆弾を仕掛けた影響で武器回路が故障し窮地に陥る。健は応急処置で動力回路を直結させ、バロンフルパワーを発動して勝利を収める。
エレキアマゾン
第12話に登場。ブラジル製ロボット。武装は胸から伸びるチューブから噴出する溶解液、腕による打撃・電撃。地中に隠れレッドバロンの足を拘束して溶解液を浴びせ苦戦させた。哲也が溶解液のチューブを狙撃して破壊、さらに手榴弾でエレキアマゾンのアームを攻撃したことでレッドバロンは脱出に成功した。最後はエレクトリッガーで止めを刺した。
マッキンレーV6
第13話に登場。アメリカ製ロボット。武装は腕による打撃と頭部の大型ミサイル。鬼月山ニュータウンに極秘裏にミサイル基地を建設するため使用された。エレクトリッガーによりミサイルを搭載した頭部を破壊されて制御不能になり、SSIにより爆破されたミサイル基地に突っ込んで自滅した。
キングジョンブル
第14話に登場。イギリス製ロボット。武装は左腕からの砲撃とキック。胴体部分はエレクトリッガーにも耐えた。本来の弱点は頭部の光電管だったが、それを偽のロボターに移し替えていたため実質弱点の無い状態にあり、レッドバロンは左腕をもがれるなど苦戦を強いられた。鉄面党に捕えられていた大作が脱走して偽ロボターを破壊したため制御を失い、最後はバロンミサイルで撃破された。
プロトアンデス
第15話に登場。ペルー製ロボット。武装は右腕の(大型)ドリルミサイルと左腕の盾。盾はバロンミサイル・バロンパンチを跳ね返し、ドリルミサイルはバロンミサイルの発射口に喰い込み、レッドバロンを空中旋回状態にさせた。SSIはアイアンホークのマグネチックパワーガンでドリルミサイルを破壊しレッドバロンを救援する。体勢を立て直したレッドバロンはジェットファイアーで盾を破壊、最後はエレクトリッガーで止めを刺した。
アイアンクロスG
第16話に登場。ドイツ製ロボット。武装は両腕からの砲撃と左腕からの毒ガス噴射。レッドバロンは格闘戦で左手部分を破壊、その後ホース状の左腕内部にバロンミサイルを撃ち込み内部から爆発させた。
グランマタドール
第17話に登場。スペイン製ロボット。武装は右手の剣と左手の布。左手の布は攻撃を防ぐ盾として機能し、右手の剣は電撃攻撃が可能でリング状の光線を出すこともできる。健は少女あずさを人質に取られ苦戦する。その後あずさがメカロボであることが判明し熊野警部によって倒されたため反撃に転じる。最後はエレクトリッガーで止めを刺した。
ラジャスターン
第18話に登場。インド製ロボット。映写装置を搭載し、霧に映像を投影することでSSIを翻弄した。武装は機関砲。終盤レッドバロンと空中戦を繰り広げ、レッドバロンに取り付いて自爆しようとしたが、レッドバロンは振りほどいて難を逃れた。
マグマウルフ
第19話に登場。日本製ロボットで、ロボット博覧会出展の座を飛龍と争って敗れた。この後、開発者の土田博士は事実上学会を追われて亡くなり、娘のユカは父の無念を晴らそうと鉄面党に協力し、マグマウルフに搭乗して破壊活動を開始する。武装は両手の爪。爪は鎖付きのアンカーとして発射することも可能。特殊能力として火山のマグマを活性化させ地震を起こすことができ、この能力を使って日本を攻撃しようとしていた。健はユカの説得を試み前半は苦戦するものの、ユカが説得に応じてマグマウルフを降りた後反撃に転じ、最後はエレクトリッガーで撃破した。
モデルロボット
第20話に登場。鉄面党が秘密工場で製造していたロボット。しかし完成前にSSIに踏み込まれたため未調整のまま出撃し、奇妙な動作を繰り返した後自滅した。
スフィンクサー
第20話に登場。エジプト製ロボット。両手の指が本体から分離して活動することができ、SSIに拘束されていた鉄面党のシュンケル博士を救出した。武装は分離した指を撃ち出すフィンガーミサイル。最後はアームミサイルで撃破された。
エスカルゴス
第21話に登場。フランス製ロボット。他の多くのロボットが直立2足歩行型なのに対し、このロボットはカタツムリ型で脚が無く、車輪走行で走破性が高い。武装は前面からの連射性の高い砲撃。レッドバロンは苦戦するが、コントローラを所持していた浜田をSSIが倒したため動作を停止。レッドバロンは反撃に転じ、最後はエレクトリッガーで止めを刺した。
モンゴルスター
第22話に登場。モンゴル製ロボット。鉄面党がロボット博覧会から強奪したロボットの最後の一体。武装は、頭部の長射程レーザー砲、腹部の多銃身砲、右手の張扇状の打撃武器、左手の煙幕噴射装置。潤滑油BR70が不足したレッドバロンは、終盤バロンフルパワーを発動して止めを刺した。
キングデビラー
第25・26話に登場。鉄面党海底基地が総力を挙げて開発した最後のロボット。その時点でのレッドバロンを全ての点で凌駕するとされる。武装は胸の光線砲、両手の棘付き鉄球を撃ち出すハンマーパンチ、頭部から発射されるヘッドギロチン。一度はレッドバロンを撃破しデビラー総統は高らかに勝利宣言するが、実はこのレッドバロンは時間稼ぎのための偽物だった。その後、改良強化されたレッドバロンと最後の戦いを行なう。両者互角の戦いを繰り広げるが、海底基地に潜入した大郷隊長がキングデビラーの設計図を閲覧し弱点が腹部にあることを無線で連絡、レッドバロンは新兵器のドリルアローを使用して撃破した。

## 宇宙鉄面党のメカニック
スカイシャーク
第23・24話に登場した謎のロボット。その正体は鉄面党銀河連邦総本部(宇宙鉄面党)がレッドバロン討滅のため派遣したもの。武装は右腕のゴルフクラブ状の打撃武器、左腕のゴルフボール状の鎖分銅、ゴルフボール状の球体ミサイル、そして頭部から発射するアシッドファイア。アシッドファイアは2本の噴射口からそれぞれ火炎と腐食性の酸を同時に噴射し、10万度の高熱にも耐えるバロニウムを融解させる威力を持つ。レッドバロンは初戦でアシッドファイアにより左腕と左胸の装甲を融解され再起不能寸前まで追い込まれる。その後、アシッドファイアにも耐えるニューバロニウムにより応急処置を施し再戦に挑む。スカイシャークはアシッドファイアで止めを刺そうとするが、健の機転によりニューバロニウムに換装された左腕でアシッドファイアの噴射口を塞がれ、炎が機体内部に逆流し大きく損傷した。最後はバロンミサイルで撃破された。
マーズサターン
第27話に登場。武装は額からの砲撃と口からの煙幕。レッドバロンとの初戦の後、エネルギー補給のためヴァン・アレン帯にとどまっていた。スペースウィングスを装備したレッドバロンによって地上に移動され、最後はエレクトリッガーで撃破された。
ゴールドフィンガー
第28話に登場。透明金属VQの機密書類強奪作戦に投入された。胸の大砲が主武装。ローラー形態から首・腕・脚を伸ばして人型になる。最後はエレクトリッガーで撃破された。
ベムパンサー1号・2号・3号
第29・30話に登場。1号は単眼、2号は双眼で左腕がツルハシ状、3号は三眼で右腕がハサミ状・左腕がクロー状。腕からの砲撃とチェーンによる攻撃を行なう。レッドバロン強奪作戦に投入された。3体の連携攻撃でレッドバロンを苦戦させるが、熊野警部によりコントローラを破壊されて制御を失った後反撃を開始。1号にエレクトリッガーで止めを刺し、2号・3号を空中で体当たり攻撃により倒した。
デビルゴースター
第31話に登場。リンゴ爆弾作戦に投入された。腕からの砲撃が主武装。足から煙幕を発生させた後、閃光により目くらましを行なう。宇宙空間での戦闘でロケット弾により本体を破壊したが、分離した両腕のクローにより地上に引きずり降ろされる。最後はドリルアローでクローを破壊した。
マースバード
第32話に登場。武装は左手の小剣、右手からの砲撃、口からの光線。最後はエレクトリッガーで撃破された。
スパイダーロボ
第33・34話に登場。頭部から蜘蛛糸を出し相手を捕獲する攻撃を得意とする。ドンキーワンとの連携攻撃でレッドバロンを苦戦させる。最後はエレクトリッガーで止めを刺した。
ドンキーワン
第33・34話に登場。故・紅健一郎博士の友人吉村博士が製作した子供用レジャーロボット。しかし吉村博士が宇宙鉄面党に協力し、武装を追加されてレッドバロンに襲い掛かる。武装は右手の回転ノコギリ、左手の錐、左手からの砲撃。初戦では吉村博士が搭乗し、回転ノコギリでレッドバロンの胸の装甲の一部を切断した。再戦では誘拐され催眠操作された大助たちが搭乗した。レッドバロンは撃ち出された敵の右手(回転ノコギリ)をハンマーパンチで弾き返し、コクピットのある頭部を切り離し、大助たちの救出に成功する。
ドラキバット
第35・36話に登場。コウモリ型のロボット。武装は翼からの強風と耳からの光線。最後はエレクトリッガーで撃破された。
デイモスZ
第37・38・39話に登場。宇宙鉄面党最後のロボット。異なる武器(砲撃、火炎、冷凍ガス、溶解ガス)を装備した4つの顔を切り替えて攻撃する。転送装置を使用することで瞬時に移動できる。火炎面が弱点。ギラスQの支配から逃れた紅健太郎博士が転送装置を停止させた隙に火炎面にバロンパンチを当てて制御不能状態にし、最後はレインボーショットで止めを刺した。

## キャスト
- 紅健 - 岡田洋介
- 松原真理 - 牧れい
- 堀大作 - 保積ぺぺ（1 - 26話）
- 坂井哲也 - 加藤寿
- 大郷実 - 大下哲矢（1 - 26話）
- 三神四郎 - 潮哲也（27 - 39話）
- 熊野一平 - 玉川伊佐男
- 堀大助 - 丸山久和（1・2・4・6 - 11・14・19・23 - 27・29・30・32 - 34・37 - 39話）
- 八郎 - 小山梓（1・2・4・6 - 11・14・19・23 - 27・29・30・32 - 34・37 - 39話）
- 浩 - 松原和仁（1・2・4・6 - 8話）
- ヨシ子 - 寺尾理恵（1・2・4・6 - 11・14・19・23 - 27・29・30・32 - 34・37 - 39話）
- 水木ひかる - 雨宮貞子（18 - 20・22 - 28・39話）
- デビラー総統（1 - 26話） / 坂井鉄之助（37話） - 伊海田弘
- ナレーター - 鈴木泰明
- レッドバロン - 永野明彦、飯塚進、矢島登喜男、堀田暢之
- 鉄面党ロボット - 車邦秀、矢島登喜男、堀田暢之、佐藤栄一、飯田貞吉、図師勲

### ゲスト
参照 岩佐陽一 2001, p. 176、フォトニクル 2014, p. 77, 「番組データ」
- 紅健一郎 - 石田信之（1 - 4話）[注釈 18]
- 小野美代子 - 高木蓉子（第7話）
- 藤堂猛 - 城所英夫（第8話）
- ツトム - 内海敏彦（第8話）
- 鉄腕アンクル - 泉田洋志（第11話）
- キラーQ - 水木梨恵（第12話）
- 小田切博士 - 杉山渥典（第12話）
- 八木沢徹 - 久野聖四郎（第13話）
- 洋子 - 園千雅子（第13話）
- 明 - 小山渚（第13話）
- 村瀬良平 - 勝部義夫（第16話）
- 多美 - 毛利幸子（第16話）
- あづさ - 谷藤知子、声 - 白石冬美（第17話）
- 土田ユカ - 須永かつ代（第19話）
- シュンケル博士 - 滝波錦司（第20話）
- 木島博士 - 門脇三郎（第20話）
- 浜田正二 - 二瓶秀雄（第21話）
- 矢沢博士 - 宮川洋一（第23 - 26話）
- エンジェルキリー - 鈴木和夫（第23話・第24話）
- 村田博士 - 近松敏夫（第28話）
- 天野シゲル - 山崎亮一（第29話・第30話）
- アンドロイドサーシー/吉村千恵子 - 有馬貴子（第33話・第34話）
- 吉村博士 - 秋元羊介（第33話・第34話）
- ドラキュマン - 大宮幸悦（第35話・第36話）
- ジョージ - 大月ウルフ（第36話）
- 地球0321号（声） - 依田英助（第38話・第39話）
- 紅健太郎 - 高桐真（第38話・第39話）
- ギラスQ（声） - 依田英助（38・39話）

## スタッフ

### オープニング 表記
- 企画・制作：小林利雄
- 擬斗：高倉英二（若駒冒険グループ）

### エンディング 表記
- プロデューサー：川口晴年（日本テレビ）、 上村宏、田村正蔵
- 脚本：上原正三、藤川桂介、伊上勝、上林哲
- 音楽：ボブ佐久間
- 撮影：関口政雄
- 照明：松丸善明
- 美術：桜井克彦
- 制作担当：秋丸学、安田邦宜
- 記録：小山三樹子
- 美術装飾：滝本住夫
- 美粧：岩崎芳子
- 演技担当：松島武
- 助監督：安部貞雄
- 撮影助手：石山信雄
- 照明助手：清原昭二
- 制作進行：草谷秀樹
- 特撮
  - 撮影 : 大岡新一
  - 照明 : 森谷清彦
  - 美術 : 山口修
  - 操演 : 塚本貞重、白熊栄次
  - 制作担当 : 小池一三
  - 助監督 : 小宮高広
  - 撮影助手 : 宇井忠幸
  - 照明助手 : 高野和男
  - 記録 : 吉下清子
- 編集：小倉昭夫
- ネガ編集：五月女孝男
- 視覚効果：兵頭文造
- 仕上担当：谷沢雅俊
- 録音：整音スタジオ
- 合成技術：デン・フィルム エフェクト
- 音響効果：石田サウンドプロ
- 現像：東京現像所
- 衣裳：大和衣裳
- 舞台装置：常 舞台
- 協力
  - ロイヤルモータース株式会社
  - 伊豆湯ヶ島温泉 淨連荘（第9話）
  - 遠鉄ホテルグループ（第25-26話）、遊園地パルパル（第25-26話）
  - 富士急ハイランド（第27-28話）
  - 鬼怒川ロイヤルホテル（第33-34話）
  - 朝霧高原 グリーンパーク（第37-39話）、みなと ヨコハマ 氷川丸（第37-39話）
- 原案：渡辺一彦（日本テレビ音楽）、斎藤汎司（日本テレビ）、野口竜（竜企画）
- 連載
  - 講談社 : 月刊テレビマガジン、たのしい幼稚園、おともだち
  - 秋田書店 : 冒険王
- 制作協力：日本現代企画
- 監督：鈴木清、高野宏一、外山徹、福原博、鈴木俊継、田村正藏
- 制作：宣弘社

### ノンクレジット
- キャラクターデザイン：野口竜[5]
- 着ぐるみ制作：川崎製鉄、ヒルマモデルクラフト[5]、アルファ企画[5]、高山良策[5]
- 制作：日本テレビ

## 主題歌・挿入歌

### 主題歌
レッドバロン （第1 - 26話OP）
作詞：阿久悠 / 作曲：井上忠夫 / 編曲：ボブ佐久間 / 歌：朝コータロー
S・S・I （第1 - 26話ED）
作詞：江利知己 / 作曲：比呂公一 / 編曲：ボブ佐久間 / 歌：ミュージカル・アカデミー
飛べ！宇宙のレッドバロン （第27 - 39話OP）
作詞：阿久悠 / 作曲：井上忠夫 / 編曲：ボブ佐久間 / 歌：団しん也　
斗え！レッドバロン （第27 - 39話ED）
作詞：輔田正男 / 作曲・編曲：ボブ佐久間 / 歌：団しん也、グリーンピース

### 挿入歌
たたかいの歌
作詞：尾津サチオ / 作曲・編曲：ボブ佐久間 / 歌：朝コータロー、音羽ゆりかご会
兄さんのロボット
作詞：阿久悠 / 作曲：比呂公一 / 編曲：ボブ佐久間 / 歌：音羽ゆりかご会

### 備考
- 「レッドバロン」のシングル盤は、ポリドール・レコードからオリジナル音源が発売され、日本コロムビアからも演奏などがわずかに異なる別テイクとおぼしきヴァージョンが発売されており、エンディング映像では両社名がクレジットされていた。また、TVサイズ・ヴァージョンも当時の主流として別に録音されていたため演奏が異なる。
- 「飛べ！宇宙のレッドバロン」のオリジナル音源を収録したシングル盤はポリドール・レコードが独占販売しており、長らくCD化されていなかったが[注釈 20]、2015年2月に発売されたBlu-ray5枚組BOX「スーパーロボットレッドバロンBlu-ray Vol.6-Vol.10」の初回限定特典として初CD化された。同年7月には「宣弘社&日本現代企画 特撮GREATEST HITS」（ビクターエンタテインメント）にも収録された。なお、1987年発売の「SF特撮TV主題歌全集 ＜Since 1966-1974＞」（キングレコード）に収録されたのは別テイクである。
- ポリドール・レコードから発売されていたLPには、第19・20話のモノラル音声を2chステレオに再編集したダイジェスト・ドラマも収録されていた。
- コーラスを務める「音羽ゆりかご会」は、日本コロムビア発売の音盤では「コロムビアゆりかご会」と表記されている（実際の団体は同一）。

## 放送日程
| 放送日        | 話数 | サブタイトル               | 脚本     | 監督     | 登場ロボット                                                       | 視聴率 |
| ------------- | ---- | -------------------------- | -------- | -------- | ------------------------------------------------------------------ | ------ |
| 1973年 7月4日 | 1    | ロボット帝国の陰謀         | 上原正三 | 鈴木清   | - トロイホース - ブラックマサイ(ケニア) - ビッグバイソン(アメリカ) | 10.9%  |
| 7月11日       | 2    | 激突！バロンブレイク       | 上原正三 | 鈴木清   | - ブラックマサイ - ビッグバイソン                                  | 9.7%   |
| 7月18日       | 3    | 切り札はアンドロイドX      | 上原正三 | 高野宏一 | - アグンガルーダ(インドネシア) - 飛龍(日本) - アンドロイドX        | 9.5%   |
| 7月25日       | 4    | 必殺！フェニックス戦法     | 上原正三 | 高野宏一 | - アンドロイドX - 飛龍                                             | 7.7%   |
| 8月1日        | 5    | 打倒！謎のロケット作戦     | 藤川桂介 | 外山徹   | - 豪龍(中国)                                                       | 8.8%   |
| 8月8日        | 6    | レッドバロン戦斗不能       | 藤川桂介 | 外山徹   | - バイキング三世(ノルウェー)                                       | 8.0%   |
| 8月15日       | 7    | 秘密兵器は赤い風船         | 上原正三 | 鈴木清   | - ブリザード7(アイスランド)                                        | 7.6%   |
| 8月22日       | 8    | 無敵！砂漠の魔王           | 上原正三 | 鈴木清   | - ベドウィンG(サウジアラビア)                                      | 9.1%   |
| 8月29日       | 9    | 霧のウラン鉱争奪戦         | 藤川桂介 | 福原博   | - ベスビオスY(イタリア)                                            | 11.5%  |
| 9月5日        | 10   | 逆襲！破壊光線             | 藤川桂介 | 福原博   | - マウマウ(南アフリカ連邦)                                         | 11.2%  |
| 9月12日       | 11   | 美しき暗殺者               | 上原正三 | 外山徹   | - ガルニゾンエース(カナダ) - 鉄腕アンクル                          | 11.7%  |
| 9月19日       | 12   | この一撃に命を賭けろ！     | 上原正三 | 高野宏一 | - エレキアマゾン(ブラジル) - キラーQ                               | 10.9%  |
| 9月26日       | 13   | 五大都市爆破10分前         | 上原正三 | 外山徹   | - マッキンレーV6(アメリカ・アラスカ州)                             | 10.3%  |
| 10月3日       | 14   | 不死身ロボットの謎         | 上原正三 | 高野宏一 | - キングジョンブル(イギリス) - ロボター                            | 12.0%  |
| 10月10日      | 15   | 予告された罠               | 藤川桂介 | 鈴木清   | - プロトアンデス(ペルー)                                           | 11.4%  |
| 10月17日      | 16   | 鉄面党脱走犯E16号          | 上原正三 | 鈴木俊継 | - アイアンクロスG(西ドイツ)                                        | 13.1%  |
| 10月24日      | 17   | 悪魔の書いた話             | 藤川桂介 | 鈴木清   | - グランマタドール(スペイン)                                       | 10.3%  |
| 10月31日      | 18   | 見よ！レッドバロンの最後   | 上原正三 | 鈴木俊継 | - ラジャスターン(インド)                                           | 10.3%  |
| 11月7日       | 19   | 美しき悪魔の操縦士         | 伊上勝   | 福原博   | - マグマウルフ(日本)                                               | 13.0%  |
| 11月14日      | 20   | 危し！SSI                  | 伊上勝   | 福原博   | - スフィンクサー(エジプト) - モデルロボット                        | 12.5%  |
| 11月21日      | 21   | レッドバロンを改造せよ     | 伊上勝   | 外山徹   | - エスカルゴス(フランス)                                           | 11.8%  |
| 11月28日      | 22   | レッドバロン危機一発       | 上林哲   | 外山徹   | - モンゴルスター(モンゴル)                                         | 12.9%  |
| 12月5日       | 23   | 宇宙からの挑戦状           | 上原正三 | 鈴木清   | - スカイシャーク                                                   | 12.0%  |
| 12月12日      | 24   | 破れ！宇宙の必殺兵器       | 上原正三 | 鈴木清   | - スカイシャーク                                                   | 12.5%  |
| 12月19日      | 25   | レッドバロン7つの秘密      | 上原正三 | 鈴木俊継 | - キングデビラー                                                   | 12.0%  |
| 12月26日      | 26   | 鉄面党デビラーの最後       | 上原正三 | 鈴木俊継 | - キングデビラー                                                   | 13.3%  |
| 1974年 1月2日 | 27   | 宇宙ロボット襲来           | 上原正三 | 田村正蔵 | - マーズサタン                                                     | 8.1%   |
| 1月9日        | 28   | ゴールドフィンガー         | 伊上勝   | 田村正蔵 | - ゴールドフィンガー                                               | 14.0%  |
| 1月16日       | 29   | 鉄面党ロボット三兄弟       | 上原正三 | 外山徹   | - ベムパンサー1号 - ベムパンサー2号 - ベムパンサー3号              | 14.2%  |
| 1月23日       | 30   | レッドバロンをあやつる少年 | 上原正三 | 外山徹   | - ベムパンサー1号 - ベムパンサー2号 - ベムパンサー3号              | 13.1%  |
| 1月30日       | 31   | 恐怖のリンゴ爆弾           | 藤川桂介 | 鈴木俊継 | - デビルゴースター                                                 | 14.2%  |
| 2月6日        | 32   | リモコン戦車襲撃開始       | 藤川桂介 | 鈴木俊継 | - マースバード                                                     | 13.4%  |
| 2月13日       | 33   | 宇宙ロボット蜘蛛の怪       | 上原正三 | 高野宏一 | - スパイダーロボ - ドンキーワン                                    | 13.3%  |
| 2月20日       | 34   | 裏切りの宇宙特急便         | 上原正三 | 高野宏一 | - スパイダーロボ - ドンキーワン                                    | 16.2%  |
| 2月27日       | 35   | 恐怖の吸血ヴィールス       | 伊上勝   | 福原博   | - ドラキパット                                                     | 14.1%  |
| 3月6日        | 36   | 国際本部から来た男         | 伊上勝   | 福原博   | - ドラキパット                                                     | 14.7%  |
| 3月13日       | 37   | 宇宙から来た父の手紙       | 上原正三 | 鈴木清   | - ディモスZ                                                        | 12.1%  |
| 3月20日       | 38   | レッドバロン火星に遭難     | 上原正三 | 鈴木清   | - ディモスZ                                                        | 13.6%  |
| 3月27日       | 39   | 機械じかけの明日           | 上原正三 | 鈴木清   | - ディモスZ                                                        | 11.7   |

## 放送局
- 日本テレビ（制作局）：水曜 19:00 - 19:30
- 札幌テレビ：水曜 19:00 - 19:30[22]
- 青森放送：火曜 17:55 - 18:25（1974年9月時点）[23]
- テレビ岩手：水曜 19:00 - 19:30[24]
- 秋田放送：木曜 17:00 - 17:30[25]
- 山形放送：月曜 - 金曜 17:00 - 17:30[26]
- 宮城テレビ：水曜 19:00 - 19:30[27]
- 福島中央テレビ：火曜 18:00 - 18:30[28]
- 新潟総合テレビ : 木曜 17:20 - 17:50[29]
- 信越放送：水曜 17:20 - 17:50[30]→水曜 17:15 - 17:50（1974年時点）[31]
- 静岡放送 : 木曜 17:30 - 18:00[32]
- 中京テレビ : 水曜 19:00 - 19:30[33]
- よみうりテレビ : 水曜 19:00 - 19:30[34]
- 日本海テレビ：水曜 19:00 - 19:30[35]
- 西日本放送：水曜 19:00 - 19:30[36]
- 広島テレビ：木曜 18:00 - 18:30（1974年9月26日 - 1975年6月19日）[37]
- 南海放送：月曜 - 金曜 16:55 - 17:25（1974年6月時点。再放送枠で集中放送）[38]
- 福岡放送：水曜 19:00 - 19:30[39]
- 長崎放送：水曜 17:00 - 17:30[39]
- テレビ大分：水曜 19:00 - 19:30[40] → 木曜 18:00 - 18:30[41]

## 映像ソフト化
- 1991年3月1日に東宝から全39話収録のスーパーロボットレッドバロン パーフェクトファイルLD-BOX（全10枚アタッシュケース仕様）が発売された。画質については後続のLD-BOX、DVDよりも発色が綺麗である。
- 1995年以前にジャパンホームビデオから単巻VHSが発売されている[42][43]。
- 1999年1月25日にバンダイから全39話収録のスーパーロボットレッドバロン LD-BOXパーフェクトコレクション（全10枚）が発売された。
- 2000年9月22日に東芝デジタルフロンティアから全話収録のスペシャルコンプリートDVD-BOX（全8枚ジュエルケース仕様）が発売された[44][43]。2000年11月25日から2001年1月25日にかけて全8巻の単巻版も発売された[43]。
- 2006年2月10日にショウゲートから廉価版の全話収録のDVD-BOX（全8枚トールケース仕様）が発売された。
- 2008年4月8日にアメリカのNavarre Corporationから「The Super Robot Red Baron: The Complete Series」（全6枚、約60米ドル）が発売された。その後、同社のホーム・エンタテインメント部門の閉鎖により廃盤となったが、販売権を受け継いだMill Creek Ent.から2010年1月19日に廉価盤（全4枚、ブックレット無し、約15米ドル）が発売された。
- 2011年10月28日、11月26日にハミングからリマスター版DVDが発売された。
- 2014年6月20日、ハミングからリマスター版DVDのバリューセット（内容2巻分を1セットにした廉価版）が発売された。
- 2021年1月29日、ベストフィールドより『甦るヒーローライブラリー』シリーズ第36集としてBlu-rayで発売。3枚組。初のHDネガスキャンにより作成したピュアHDリマスターが使用されている[45]。全1巻。

## 漫画版
- キャラクターデザインを手がけた野口竜によるコミカライズがテレビマガジン（講談社）1973年6月号から1974年2月号に連載された[46][47]。同誌での連載は企画時に編集長の田中利雄が携わっていたことによる[47]。しかし、オイルショックに伴う紙面の減ページにより放送終了前に打ち切りとなった[47]。
- ときさと信一によるコミカライズが冒険王（秋田書店）1973年7月号から1974年4月号に連載された[46][48][47]。別冊の映画テレビマガジンでも1973年10月号から1974年2月号に連載された[46][47]。

## 関連作品
- バロンシリーズ
  - スーパーロボット マッハバロン - 第2作
  - 小さなスーパーマン ガンバロン - 第3作
- レッドバロン - 1994年に放映。新たな設定の基に製作されたアニメ版。
- BRAVE STORM ブレイブストーム - 2017年公開、シルバー仮面&レッドバロンのリブート実写作品。